# ۱ مارس
۱ مارس شصتمین (در سال‌های کبیسه شصت و یکمین) روز سال در گاه‌شماری میلادی است. ۳۰۵ روز تا پایان سال باقی‌است.

## رویدادها
- ۱۷۹۲ - تصرف رم توسط سربازان فرانسوی

## زادروزها
- ۱۸۱۰ - فردریک شوپن،  موسیقی‌دان و نوازنده لهستانی
- ۱۹۰۴ - آنتون سعاده، سیاست‌مدار، فیلسوف و روزنامه‌نگار لبنانی-سوری
- ۱۹۵۳ - کارلوس کی‌روش، مربی فوتبال
- ۱۹۶۳ - توماس آندرس، خواننده آلمانی گروه مدرن تاکینگ
- ۱۹۶۹ - خاویر باردم، بازیگر اسپانیایی
- ۱۹۸۷ - کشا، خواننده و ترانه‌سرا آمریکایی
- ۱۹۹۴ - جاستین بیبر، خواننده